# 더페이스샵
더페이스샵(The Face Shop)은 대한민국의 화장품 업체로 LG생활건강의 자회사다. 대한민국 로드샵중 가장 높은 매출을 올리고 있다.
1962년 미주산업(주)로 설립되었으며 1984년 일본 메나드화장품과 기술제휴 상태에 있던 봄피아화장품을 인수하였고 수출 및 내수 판매를 담당했다. 1995년 일본 메나드화장품과 기술제휴가 종료되어 OEM전문회사가 되었다. 1999년에
미주산업(주)을 한국마리코스화장품으로 상호를 변경하였고 2003년 현재의 상호로(더 페이스 샵) 변경하였다. 2005년 홍콩의 사모펀드인 어피니티 이쿼티 파트너스가 창업주이자 현 회장인 정운호로부터 지분의 70%을 인수했다. 한때 미국의 칼라일 그룹과 매각을 위한 가격 협상이 진행되기도 하였지만, 2009년 3월 17일 LG생활건강은 최대주주 `쉐퍼드(SHEPHERD DETACHERING B.V.)`의 지분 70.2%와 창업주 정운호 회장의 지분 19.8%를 합친 지분 90%에 대한 인수계약을 체결하며 인수를 완료했다고 밝혔다. 2011년 보브화장품을 인수합병하였다.